# عريضانيات الأجنحة
عريضانيات الأجنحة (الاسم العلمي: Eurypteroidea)، فصيلة عليا من عريضات الأجنحة المنقرضة. تشتمل على ثلاث فصائل (طويلات الأجنحة (مفصليات الأرجل) ، عريضاويات الأجنحة، مفصصات الأجنحة) وجنسان من التصنيف غير مؤكدان، Paraeurypterus و Pentlandopterus.